# John Anthony Brooks
John Anthony Brooks Jr (Berlín, 28 de gener de 1993, conegut com a John Brooks és un futbolista nord-americà que juga pel Hertha BSC de Berlín a la Bundesliga com a defensa.